# Чемпіонат України з футболу 2009—2010: перша ліга

### Команди-учасниці
У першій лізі взяли участь 18 команд:
| Команда             | Місто, село                                | Стадіон | Місткість стадіону    | Місце в попер. чемпіонаті  |
| ------------------- | ------------------------------------------ | --- | --------------------- | -------------------------- |
| «Арсенал»           | Біла Церква                                | «Трудові резерви» «Центральний» (смт Макарів) КС «Динамо» в Чапаєвці (м. Київ) СК Обухівського району (м. Обухів) | 13 500 3100 2700 2064 | Переможець стикового матчу |
| «Волинь»            | Луцьк                                      | «Авангард» | 12 080                | 5                          |
| «Геліос»            | Харків                                     | «Геліос-Арена» Стадіон ДФА «Металіст»                                                                             | 2057 400              | 15                         |
| «Десна»             | Чернігів                                   | ім. Юрія Гагаріна КС «Динамо» в Чапаєвці (м. Київ)                                                                | 12 060 2700           | 7                          |
| «Динамо-2»          | Київ                                       | Клубний стадіон «Динамо» в Чапаєвці                                                                               | 2700                  | 8                          |
| «Дністер»           | смт Овідіополь Одеської області            | «Дністер» ім. Віктора Дукова                                                                                      | 1500                  | 9                          |
| «Енергетик»         | Бурштин                                    | «Енергетик» | 3000                  | 14                         |
| «Зірка»             | Кіровоград                                 | «Зірка» | 14 628                | 1 (друга ліга, група Б)    |
| «Кримтеплиця»       | смт Молодіжне АРК                          | «КТ Спорт-Арена» (смт Аграрне)                                                                                    | 3250                  | 6                          |
| ФК «Львів»          | Львів                                      | «Княжа-Арена» (м. Добромиль)                                                                                      | 2270                  | 15 (Прем'єр-ліга)          |
| «Нафтовик-Укрнафта» | Охтирка                                    | «Нафтовик» | 5265                  | 12                         |
| «Нива»              | Тернопіль                                  | Міський | 11700                 | 1 (друга ліга, група А)    |
| ПФК «Олександрія»   | Олександрія                                | КСК «Ніка» | 5692                  | 3                          |
| ФСК «Прикарпаття»   | Івано-Франківськ                           | МЦС «Рух» | 6500                  | 16                         |
| ПФК «Севастополь»   | Севастополь                                | «Дружба» (м. Бахчисарай) СК «Севастополь»                                                                         | 4500 3500             | 4                          |
| «Сталь»             | Алчевськ                                   | «Сталь» | 8632                  | 10                         |
| «Фенікс-Іллічовець» | с. Калініне Красногвардійського району АРК | «Юність» | 2500                  | 13                         |
| ФК «Харків»         | Харків                                     | «Динамо» «Арсенал-Спартак»                                                                                        | 2500 1500             | 16 (Прем'єр-ліга)          |

 — команди, що піднялися з другої ліги,  — команди, що опустилися з Прем'єр-ліги
Перед початком сезону команди сімферопольський «ІгроСервіс» був виключений зі змагань. Його місце зайняв білоцерківський «Арсенал», який у стиковому матчі переміг «Полтаву».

### Підсумкова турнірна таблиця
| М  | Команда             | І  | В  | Н  | П  | РМ    | О  |
| -- | ------------------- | -- | -- | -- | -- | ----- | -- |
| 1  | ПФК «Севастополь»   | 34 | 24 | 4  | 6  | 68−27 | 76 |
| 2  | «Волинь»            | 34 | 22 | 8  | 4  | 71−30 | 74 |
| 3  | «Сталь»             | 34 | 19 | 8  | 7  | 55−35 | 65 |
| 4  | ФК «Львів»          | 34 | 19 | 6  | 9  | 49−22 | 63 |
| 5  | ПФК «Олександрія»   | 34 | 19 | 6  | 9  | 58−34 | 63 |
| 6  | «Кримтеплиця»       | 34 | 17 | 8  | 9  | 53−28 | 59 |
| 7  | «Нафтовик-Укрнафта» | 34 | 17 | 6  | 11 | 45−35 | 57 |
| 8  | «Десна»             | 34 | 12 | 12 | 10 | 38−30 | 48 |
| 9  | «Арсенал»           | 34 | 12 | 10 | 12 | 48−44 | 46 |
| 10 | «Геліос»            | 34 | 12 | 10 | 12 | 42−47 | 46 |
| 11 | «Дністер»           | 34 | 12 | 8  | 14 | 44−47 | 44 |
| 12 | «Зірка»             | 34 | 11 | 13 | 10 | 38−40 | 43 |
| 13 | «Динамо-2»          | 34 | 12 | 5  | 17 | 35−46 | 41 |
| 14 | «Фенікс-Іллічовець» | 34 | 10 | 7  | 17 | 39−52 | 37 |
| 15 | «Енергетик»         | 34 | 8  | 11 | 15 | 32−49 | 35 |
| 16 | ФСК «Прикарпаття»   | 34 | 5  | 7  | 22 | 26−68 | 22 |
| 17 | ФК «Харків»         | 34 | 3  | 5  | 26 | 23−76 | 14 |
| 18 | «Нива»              | 34 | 3  | 4  | 27 | 18−72 | 7  |

Позначення:
Команди ФК «Харків» і «Десна» були виключені з ПФЛ, оскільки не пройшли атестацію ФФУ. Місце «Десни» посіла вінницька «Нива», яка в стиковому матчі перемогла «Кремінь (2:0).

### Результати матчів
| Команда             | АРС | ВОЛ | ГЕЛ | ДЕС | Д-2 | ДНІ | ЕНЕ | ЗІР | КРИ | ЛЬВ | НАФ | НИВ | ОЛЕ | ПРИ | СЕВ | СТА | ФЕН | ХАР |
| ------------------- | --- | --- | --- | --- | --- | --- | --- | --- | --- | --- | --- | --- | --- | --- | --- | --- | --- | --- |
| «Арсенал»           |     | 2:0 | 0:1 | 2:2 | 2:1 | 0:0 | 0:0 | 0:0 | 1:1 | 1:3 | 4:0 | 4:0 | 3:0 | 3:4 | 2:7 | 1:0 | 1:0 | 4:1 |
| «Волинь»            | 3:2 |     | 4:0 | 2:1 | 1:1 | 3:0 | 4:1 | 4:0 | 0:0 | 0:0 | 1:0 | 2:1 | 1:3 | 5:1 | 2:1 | 1:1 | 4:0 | 2:0 |
| «Геліос»            | 1:0 | 2:2 |     | 0:0 | 0:3 | 2:2 | 1:0 | 1:2 | 0:4 | 3:3 | 1:0 | 2:0 | 2:2 | 2:0 | 0:1 | 1:1 | 3:1 | 0:1 |
| «Десна»             | 2:1 | 2:1 | 1:1 |     | 0:0 | 1:2 | 0:1 | 2:1 | 1:1 | 0:0 | 1:2 | 4:0 | 2:1 | 4:0 | 0:0 | 0:1 | 0:0 | 3:1 |
| «Динамо-2»          | 0:1 | 0:2 | 2:2 | 0:1 |     | 0:2 | 1:2 | 2:0 | 1:1 | 2:1 | 2:0 | 3:2 | 0:3 | 3:1 | 1:0 | 1:2 | 0:1 | 2:1 |
| «Дністер»           | 1:1 | 1:5 | 1:2 | 2:1 | 3:1 |     | 1:1 | 0:0 | 0:2 | 0:1 | 0:1 | 4:1 | 0:1 | 5:2 | 4:1 | 0:2 | 2:2 | 2:0 |
| «Енергетик»         | 1:0 | 0:3 | 0:0 | 1:1 | 3:4 | 2:1 |     | 0:1 | 0:1 | 1:0 | 0:1 | 1:1 | 2:1 | 1:1 | 1:2 | 2:2 | 1:1 | 1:1 |
| «Зірка»             | 1:1 | 2:2 | 1:1 | 2:0 | 0:1 | 1:2 | 2:1 |     | 2:1 | 0:1 | 1:1 | 3:1 | 0:2 | 3:0 | 0:0 | 1:0 | 2:0 | 2:2 |
| «Кримтеплиця»       | 1:2 | 3:2 | 0:1 | 0:0 | 1:0 | 0:0 | 2:1 | 1:1 |     | 0:1 | 2:1 | 4:0 | 3:0 | 4:0 | 1:2 | 3:2 | 3:0 | 4:1 |
| ФК «Львів»          | 0:0 | 0:1 | 1:0 | 2:0 | 3:0 | 3:0 | 3:1 | 2:1 | 3:1 |     | 2:0 | 3:0 | 1:2 | 4:0 | 0:1 | 3:2 | 1:0 | 2:1 |
| «Нафтовик-Укрнафта» | 2:1 | 2:3 | 2:0 | 0:0 | 1:0 | 2:2 | 1:0 | 2:1 | 1:0 | 2:0 |     | 3:0 | 0:1 | 1:1 | 0:1 | 1:2 | 3:1 | 2:1 |
| «Нива»              | 0:1 | 1:2 | 1:2 | 0:1 | 0:1 | 2:0 | 2:2 | 1:1 | 0:1 | 0:4 | 0:4 |     | 0:2 | 1:0 | 0:2 | 0:3 | 1:2 | 1:0 |
| ПФК «Олександрія»   | 5:1 | 0:1 | 3:2 | 1:1 | 2:1 | 2:1 | 4:1 | 1:1 | 0:3 | 0:0 | 0:0 | 3:0 |     | 4:0 | 2:1 | 1:2 | 2:1 | 5:0 |
| ФСК «Прикарпаття»   | 2:0 | 0:2 | 0:2 | 0:1 | 1:0 | 1:2 | 0:1 | 0:1 | 0:1 | 0:0 | 3:3 | 1:1 | 0:2 |     | 0:1 | 2:2 | 2:0 | 1:1 |
| ПФК «Севастополь»   | 2:0 | 1:1 | 4:2 | 1:0 | 5:0 | 2:0 | 4:0 | 4:0 | 3:2 | 1:0 | 2:0 | 3:1 | 1:0 | 3:0 |     | 3:4 | 3:1 | 1:0 |
| «Сталь»             | 1:1 | 0:1 | 3:0 | 3:0 | 1:0 | 1:0 | 0:0 | 3:3 | 0:0 | 0:2 | 0:1 | 1:0 | 2:1 | 2:0 | 2:1 |     | 3:1 | 2:1 |
| «Фенікс-Іллічовець» | 2:2 | 1:1 | 2:0 | 1:2 | 1:1 | 0:1 | 3:0 | 1:2 | 1:0 | 1:0 | 1:2 | 2:0 | 0:1 | 2:1 | 1:1 | 3:4 |     | 4:2 |
| ФК «Харків»         | 0:4 | 1:3 | 0:5 | 0:4 | 0:1 | 1:3 | 0:3 | 0:0 | 1:2 | 1:0 | 1:4 | 1:0 | 1:1 | 1:2 | 0:3 | 0:1 | 1:2 |     |

#### Матч «Волинь» — «Кримтеплиця»
Результат матчу 7-го туру між «Волинню» і «Кримтеплицею», що відбувся 31 серпня у Луцьку і закінчився з рахунком 0:0, переглядався тричі.
На 90+3-ій хвилині матчу в команді гостей відбулася заміна футболіста Олексія Бабиря 1990 року народження на футболіста Тимура Новотрясова 1989 року народження. «Волинь» подала протест з цього приводу, керуючись положеннями пункту 21 статті 20 Регламенту про обов'язкове знаходження на полі впродовж усього ігрового часу принаймні одного футболіста-громадянина України 1990 року народження або молодшого. При цьому «Кримтеплиця» посилалася на пункт 23 статі 20 Регламенту, згідно з яким у випадку, якщо футболіста 1990 року народження або молодшого першої ліги викликано до юнацької збірної команди України, норми ліміту не є обов'язковими впродовж усього терміну відрядження футболіста як для команди, що відрядила футболіста до збірної, так і для команди-суперниці. Згідно з пунктом 24 статті 20 Регламенту, «Кримтеплиця» повідомила факсом про виклик одного зі своїх футболістів до юнацької збірної України як ПФЛ, так і «Волинь». Натомість луцький клуб заперечує факт отримання відповідного повідомлення.
3 вересня 2009 року Дисциплінарний комітет ПФЛ за результатами розгляду відмовив «Волині» у задоволенні вимог щодо зарахування технічної поразки команді «Кримтеплиця». Дії тренерського штабу кримського клубу визнано такими, що були здійснені відповідно до вимог Регламенту змагань.
Однак «Волинь» оскаржила це рішення до Контрольно-дисциплінарного комітету ФФУ, який 17 вересня скасував рішення ДК ПФЛ та анулював результат матчу «Волинь» — «Кримтеплиця». Згідно з пунктом 3 статті 87 Дисциплінарних правил ФФУ, факт подання апеляційної скарги не призупиняє рішення Органу, за винятком апеляції з фінансових питань, тому ПФЛ було внесено зміни до турнірної таблиці змагань.
Розглянувши скаргу «Кримтеплиці» та аргументи обох сторін, 29 жовтня 2009 року Апеляційний комітет ФФУ вирішив скасувати рішення КДК ФФУ від 17.09.2009 року.
Таким чином, результат матчу «Волинь» — «Кримтеплиця» анулюванню не підлягає.

#### Матч «Нафтовик-Укрнафта» — «Геліос»
Матч 9-го туру між командами «Нафтовик-Укрнафта» і «Геліос» згідно з календарем мав відбуватися 13 вересня 2009 року в Охтирці, однак у зв'язку зі святкуванням 13 вересня на стадіоні «Нафтовик» Дня працівника нафтової, газової та нафтопереробної промисловості рішенням Адміністрації ПФЛ був змінений господар поля в матчі, матч відбувся в Харкові. Матч другого кола (26-й тур) відбувся в Охтирці.

### Найкращі бомбардири

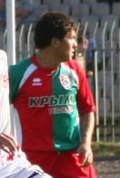
Сергій Кучеренко

| #  | Футболіст                  | Команда           | Ігри | Голи (пен.) |
| -- | -------------------------- | ----------------- | ---- | ----------- |
| 1  | Сергій Кучеренко           | «Кримтеплиця»     | 32   | 19 (3)      |
| 2  | Юрій Плешаков              | ПФК «Севастополь» | 30   | 16          |
| 3  | Валентин Полтавець         | «Дністер»         | 32   | 15 (5)      |
| 4  | Сергій Грибанов            | «Десна»           | 28   | 14 (3)      |
| 5  | Майкон Перейра ді Олівейра | «Волинь»          | 17   | 13 (4)      |
| 6  | Андрій Шевчук              | ПФК «Севастополь» | 31   | 12 (4)      |
| 7  | Євген Павлов               | «Волинь»          | 19   | 11          |
| 8  | Сулейман Діабі             | «Кримтеплиця»     | 24   | 11          |
| 9  | Олександр Мандзюк          | ФК «Львів»        | 25   | 11 (1)      |
| 10 | Антон Муховиков            | «Сталь»           | 30   | 10          |